# Brian Hill (calciatore 1937)
Brian Hill (Sheffield, 6 ottobre 1937 – 5 aprile 1968) è stato un calciatore inglese, di ruolo difensore.

## Carriera
Esordisce tra i professionisti il 2 marzo 1957, all'età di 19 anni, in una partita della prima divisione inglese con la maglia dello Sheffield Weds, club della sua città natale in cui in precedenza aveva giocato nelle giovanili; nella stagione 1957-1958, che il club conclude retrocedendo in seconda divisione, Hill gioca invece 10 partite in campionato, mentre nel corso della stagione 1958-1959, conclusa con la vittoria del campionato di seconda divisione, gioca solamente una partita in FA Cup. Nella stagione 1959-1960 gioca invece 10 partite in prima divisione, durante le quali segna anche la sua unica rete in carriera in competizioni professionistiche; dal 1960 al 1963, invece, pur restando in rosa agli Owls gioca in modo molto sporadico (rispettivamente 4 e 2 presenze nelle stagioni 1960-1961 e 1962-1963, mentre non scende mai in campo nella stagione 1961-1962), salvo poi giocare regolarmente da titolare nel biennio successivo: nella stagione 1963-1964 gioca infatti 29 partite in prima divisione, una partita in FA Cup e 3 partite in Coppa delle Fiere, mentre nella stagione 1964-1965 gioca 39 partite in campionato, alle quali aggiunge poi altre 22 presenze nella First Division 1965-1966. Rimane infine in squadra anche nella stagione 1966-1967, nella quale non scende mai in campo in incontri ufficiali; nella stagione 1967-1968 gioca invece 12 partite nella prima divisione belga con il Club Bruges, ma non riesce a finire la stagione a causa della sua prematura scomparsa, per un attacco di cuore, il 5 aprile 1938, all'età di 30 anni.
In carriera ha totalizzato complessivamente 117 presenze ed una rete nei campionati della Football League (tutte in prima divisione).

## Palmarès

### Club

#### Competizioni nazionali
- Campionato inglese di seconda divisione: 1

Sheffield Wednesday: 1958-1959